# Сульфиды (минералы)

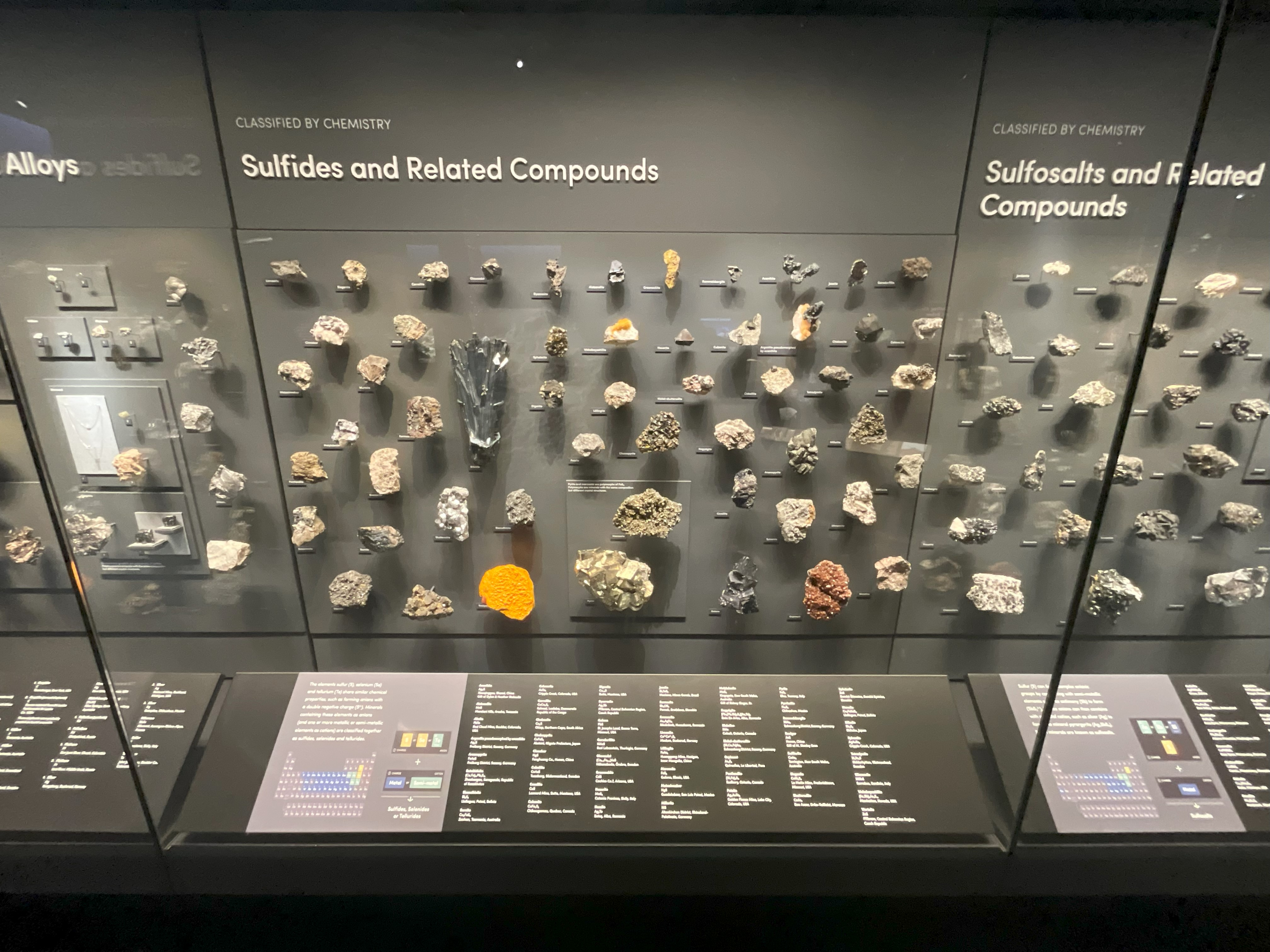
Сульфиды и родственные соединения. Американский музей естественной истории

Сульфиды — природные сернистые соединения металлов и некоторых неметаллов. В химическом отношении рассматриваются как соли сероводородной кислоты H2S. Ряд элементов образует с серой полисульфиды, являющиеся солями полисернистой кислоты H2Sn. Главнейшие элементы, образующие сульфиды — Fe, Zn, Cu, Mo, Ag, Hg, Pb, Bi, Ni, Co, Mn, V, Ga, Ge, As, Sb.

## Свойства
Кристаллическая структура сульфидов обусловлена плотнейшей кубической и гексагональной упаковкой ионов S2−, между которыми располагаются ионы металлов. Основные структуры представлены координационными (галенит, сфалерит), островными (пирит), цепочечными (антимонит) и слоистыми (молибденит) типами.
Характерны следующие общие физические свойства: металлический блеск, высокая и средняя отражающая способность, сравнительно низкая твёрдость и большой удельный вес.

## Происхождение (генезис)
Широко распространены в природе, составляя около 0,15 % от массы земной коры. Происхождение преимущественно гидротермальное, некоторые сульфиды образуются и при экзогенных процессах в условиях восстановительной среды. Являются рудами многих металлов — Cu, Ag, Hg (HgS), Zn, Pb, Sb, Co, Ni и др. К классу сульфидов относят близкие к ним по свойствам антимониды, арсениды, селениды и теллуриды.

## Сульфиды в природе
В природных условиях сера встречается в двух валентных состояниях — S(II), образующего сульфид-анионы S2−, и атома S(VI), который входит в сульфатную анионную группу SO4. Вследствие этого миграция серы в земной коре определяется степенью её окисленности: восстановительная среда способствует образованию сульфидных минералов, окислительные условия — возникновению сульфатных минералов. Нейтральные атомы самородной серы представляют переходное звено между двумя типами соединений, зависящими от степени окисления или восстановления.
Сероводород и сульфиды часто сопутствуют нефти и природному газу, а также содержатся в газах вулканических извержений (& пыли) и в водах минеральных источников (Пятигорск, Мацеста, Серноводск, Тбилиси (Кумиси), Трускавец).